# Das Meer (1927)
Das Meer ist ein im Herbst 1927 entstandener deutscher Stummfilm von Peter Paul Felner, dessen letzte Inszenierung dies war, mit Olga Tschechowa, Heinrich George, Anton Pointner und der Französin Simone Vaudry in den Hauptrollen. Die Geschichte basiert auf einem Roman von Bernhard Kellermann, der sich auch am Drehbuch beteiligte.

## Handlung
Auf einer Insel vor der Küste der Bretagne lebt die junge Rosseherre, ein wahres Naturkind. Sie liebt den nicht weniger naturverbundenen Kapitän Yann, einen wahren Kraftmenschen mit ebenso schlichtem wie sonnigem Gemüt. Beide heiraten, doch das Glück bleibt nicht lange ungetrübt, denn eines Tages verirrt sich ein Fremder aus der „großen weiten Welt“ auf das abgelegene Eiland. Rosseherre ist fasziniert von dem eleganten Fremden, der so ganz anders ist als ihr simpler Ehemann. Yann und der mysteriöse Fremde freunden sich wider Erwarten an. In Rosseherre wächst jedoch die Eifersucht ins Unermessliche, als sie sieht, wie der Fremde in die Arme einer anderen Frau sinkt. Aus Leidenschaft und Begierde erwächst in Rosseherre bald unbändiger Hass.
Da sie vom schlichten Gemüt ihres Gatten weiß, beichtet sie ihm ihr Begehren des Fremden und versucht Yann dahingehend zu beeinflussen, den mutmaßlichen Nebenbuhler umzubringen. Doch angesichts seiner Männerfreundschaft zu dem ausgewählten Opfer schreckt Yann vor einer Bluttat zurück. Als eines Tages das Meer vor der Haustür tobt, fährt der Kapitän auf die stürmische See hinaus, um eventuell in Seenot geratenen Menschen das Leben zu retten. Jetzt erst erkennt Rosseherre, wie wertvoll ihr Gatte ist und dass auch gedanklich zu ihm zurückzukehren, die einzig richtige Entscheidung sein wird. Als sich das Wetter und die Gemüter wieder beruhigt haben, landet ein Postschiff auf der Insel an und nimmt den Fremden an Bord, der wieder in seine Welt heimkehren kann.

## Produktionsnotizen
Das Meer entstand mit seinen Atelieraufnahmen in kürzester Zeit, vom 30. Oktober bis 8. November 1926, in den Filmstudios von Staaken bei Berlin. Die Außenaufnahmen wurden zur selben Jahreszeit in der Bretagne (Frankreich) angefertigt. Die Zensur ließ den Film am 4. Februar 1927 passieren, die Uraufführung erfolgte am 1. April 1927 in Berlins Beba-Palast Atrium. Der mit Jugendverbot belegte Sechsakter besaß eine Länge von 2579 Meter.
Robert Neppach schuf die Filmbauten. Guillaume Batifol fertigte die Sturmaufnahmen an.
Der Film erhielt das Prädikat „künstlerisch“.

## Kritik
Der Rezensent der Österreichischen Film-Zeitung lobte sowohl Felners Leistung als auch die Georges. „Das Meer. Wie Felner es verstanden hat, ihm sein Leben abzuringen, wie es atmet, wie es schläft, wie es spielt, braust und rast, das ist unvergleichlich schön. (…) George; die stärkste triebhafte Persönlichkeit, ein Bär an Kraft, ein Stier an Begierde, ein Kind an Willen. (…) Olga Tschechowa als Fischermädchen künstlerisch wertvoll, in der Erscheinung unzulänglich. Anton Pointner, der Fremde, blaß. (…) Der Regisseur Peter Paul Felner und der Photograph Kutzleb sind Künstler, jeder seines Faches.“